# Typhlodromus andrei
Typhlodromus andrei är en spindeldjursart som beskrevs av Wolfgang Karg 1982. Typhlodromus andrei ingår i släktet Typhlodromus och familjen Phytoseiidae. Inga underarter finns listade i Catalogue of Life.